# Ismaila Lassissi
Pas d'image ? Cliquez ici

a Compétitions nationales et continentales officielles uniquement.

b Matchs officiels uniquement.
Dernière mise à jour le 15 novembre 2024.
Ismaila Lassissi, né le 11 septembre 1969 à Abidjan (Côte d'Ivoire), est un joueur de rugby à XV qui joue avec l'équipe de Côte d'Ivoire de 1993 à 1995, évoluant au poste de troisième ligne centre. 

## Carrière

### En club
Ismaila Lassissi commence sa carrière dans son pays natal, avant de rejoindre Rodez en 1995, puis le Castres olympique deux ans plus tard. Il met un terme à sa carrière en 2003 à la suite d'une blessure au genou.
en 2003

### En équipe nationale
Il a eu sa première cape internationale le 26 octobre 1993 à l'occasion d'un match contre la Tunisie. Il a disputé son dernier match international contre l'équipe des Tonga, le 3 juin 1995 lors de la Coupe du monde 1995.
Lassissi a disputé les trois matchs de son équipe lors de la Coupe du monde 1995.

## Palmarès

### En équipe nationale
- 8 sélections
- Sélections par année : 2 en 1993, 3 en 1994 et 3 en 1995
- Participation à la Coupe du monde 1995 (3 matchs).

### En club
- Finaliste du Challenge européen en 2000 avec le Castres olympique.
- Vainqueur du Bouclier européen en 2003 avec le Castres olympique.
- Vainqueur du Challenge Sud Radio en 2003 avec le Castres olympique.